# Signe Tjäder
Signhild (Signe) Maria Tjäder, tidigare Pontin, född 13 januari 1869 i Visby stadsförsamling, Gotlands län, död 26 augusti 1955 i Sankt Matteus församling, Stockholms stad, var en svensk rösträttsaktivist. Hon var verksam i kampanjen för införandet av kvinnlig rösträtt i Sverige och ordförande för Föreningen för kvinnans politiska rösträtt i Arvidsjaur 1907–1908. 